# Srivatsa

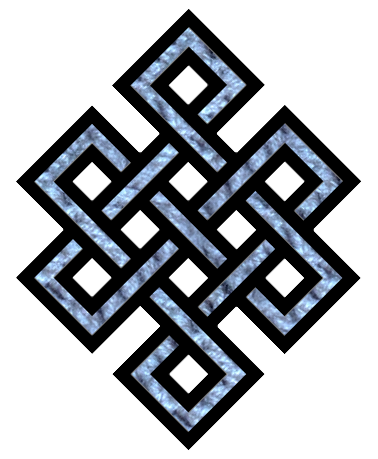
El «nudo infinito» (srivatsa) en el budismo tibetano.

El srivatsa es un símbolo tradicional presente en la iconografía del sur de Asia.

## Etimología
- śrīvatsa, en el sistema AITS (alfabeto internacional para la transliteración del sánscrito).[1]
- श्रीवत्स, en escritura devanagari del sánscrito.[1]
- Pronunciación: /shrivátsa/.[1]
- Etimología: ‘querido de [la diosa] Sri’, siendo shri: ‘fortuna, prosperidad’ y vatsá: ‘ternero, niño, tierno, querido’.[1]

## El srivatsa en el diccionario de Monier Williams
Según el sanscritólogo británico Monier Monier-Williams, el srivatsa tiene varios significados:
- una marca particular o rizo de pelo sobre el pecho del dios Visnú, Krisná y otros seres divinos; se dice que es un vello de color blanco y en la iconografía religiosa se representa como un símbolo parecido a una flor en forma de cruz); según el Majábharata y la literatura kaviá.
- nombre de Visnú.
- el emblema del décimo yina (o la marca de Visnu que representa a este yina); según lexicógrafos (tales como Amara Siṃja, Jalaiuda, Jema Chandra, etc.).
- agujero de una forma particular a través de una pared, realizado por un ladrón; según lexicógrafos.
- en astronomía, nombre del octavo asterismo lunar; según Colebrook.
- nombre de varios autores (también acompañado de Acharia y Sharman).

## En el budismo

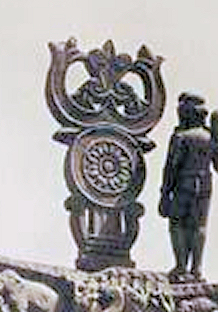
Un símbolo compuesto budista: un srivatsa con forma de flor de lis dentro de un triratana, sobre una rueda chakrá. Ubicado sobre la puerta Tonana, en Sanchi (siglo a. C.).

En el budismo, el srivatsa se dice que es una característica de la deidad tutelar Manshusri el Joven
―Manjusri Kumara Bhuta, llamada ista dévata (‘deidad adorable’) en sánscrito, y yidam en tibetano). Igualmente, el budismo considera a este signo como una de las ochenta marcas menores de un Budha, que aparece en la palma de las manos y en la planta de los pies.

## En el hinduismo
Shrivatsa es un antiguo símbolo auspicioso en la India.
Se trata de una marca en el pecho del dios Visnú, donde reside su consorte Sri Laksmí.
Chandra (1902) afirma que el srivatsa es «la marca auspiciosa representada por un lazo o soga enroscada como emblema del amor».
Se dice que el dios Kalki (el décimo avatar de Visnú), también portará la marca srivatsa en el pecho, como señal.
Srivatsa (‘el querido de Sri’) es también otro nombre de Visnú, y se menciona en el Visnú-sajasranama (la lista de mil nombres de ese dios).
En los Puranas, el srivatsa se describe como un rizo de vello blanco o como una marca o línea blanca sobre el pecho de Visnú. En algunas historias, la diosa Sri toma estas formas para estar siempre en contacto con su consorte. El Majábharata es consciente de este emblema en el pecho de Naráiana pero no hace ninguna mención específica a su conexión con la diosa Sri.
El Naraianía presenta dos historias diferentes acerca de cómo Visnú obtuvo esta marca:
- En 12, 329, 42 cuenta que el rishi Bharad Vaya salpicó agua del río Ganges sobre el pecho del dios y le dejó una marca, presumiblemente el srivatsa (aunque no es nombrado específicamente con ese nombre).
- En el capítulo 330, el rey-dios Krisná le dice a su primo y amigo Áryuna que en una ocasión el dios Shivá luchó contra los sabios Nara y Naráiana (quienes son dos formas del dios Visnú). Durante la pelea, Shivá le clavó una lanza en el pecho a Naráiana (330, 44). Al calmarse los ánimos, Naráiana le dijo a Shivá que la marca de su arma le quedará en el pecho (330, 65).

Estas dos leyendas son notables porque demuestran que el Naraianíia era consciente del srivatsa y porque contrastan con las explicaciones de los Puranas, y porque ignora cualquier relación con la diosa Sri.
En otra parte (Naraianíia 3, 186, 86-87), el sabio Markandeia se refiere a Naraiana como sri-vatsa-krita-lakshana (el que está marcado con el srivatsa) y como sri-vatsa-dhari (el que sostiene el srivatsa).
En el Udioga (capítulo 81), el sabio Vaisham Paiana describe a Krisná como ‘aquel que posee todas las buenas cualidades y tiene la marca de srivatsa’ (36).
El dios Brahmá se refiere a Naráiana como ‘marcado por el srivatsa’ (6, 62, 20).
El Visnu-sajasra-nama-stotram (13, 135, 77) dice que un nombre de Visnú es Srivatsa Vaksa (‘que tiene el srivatsa en el pecho’).
En el Naraianiia, Vaisam Paiana describe a la deidad como ‘decorado por la marca del srivatsa’ (12, 331, 12).
En el Majábharata no se nombra la relación con la diosa Sri: es solo una marca en el pecho que indica que la auspiciosidad y la prosperidad atienden a Naraiana.
El símbolo srivatsa simboliza el punto cardinal este.

### Srivatsa gotra (apellido)
En sánscrito, gotra (‘clan’) es un grupo patriarcal.
El subcastas brahmanes se agrupan bajo diferentes gotras.
Srivatsa es un apellido de uso común en los nombres hindúes.
Parasurama (un avatar de Visnú) nació en este gotra.
Srivatsa es un gotra derivado del actual gotra Vatsa.
El srivatsa gotra dice descender de 5 pravara rishis (sabios preeminentes):
- Brigú
- Chiavana,
- Apnavana,
- Aurava y
- Yamad Agní

Lista de apellidos srivatsa
- Arya
- Bhamidipati
- Bollapinni
- Bommaraju
- Chakravarthy
- Chemakuri
- Chennapragada
- Damaraju
- Devulapalli
- Garudadri
- Gollapinni
- Gunturi
- Indrakanti o Indraganti
- Iyengar
- Iyer
- Kamath
- Kothapally
- Maalaraju
- Machiraju
- Morusupalli
- Mudumbai
- Munnangi
- Raachavelpula
- Rayabharam
- Saatha
- Samavedam
- Sastry
- Shastri
- Shastry
- Tangirala
- Tenneti
- Tiwari
- Vundi
- Yarramilli

## En el jainismo
En jainismo, el srivatsa a menudo marca el pecho de la estatua de un tirthankara.
Es uno de los asta mangala (‘ocho [objetos] auspiciosos’).
Se parece a una flor de lis, un nudo sin fin, una flor o un símbolo en forma de diamante.

## Otros usos

Bandera del estado Rajine, que muestra un srivatsa.

El srivatsa es el símbolo del Rajine y del pueblo arakanés (en Birmania).